# Orthoameisensäuretriethylester
Orthoameisensäuretriethylester ist eine chemische Verbindung aus der Gruppe der Orthoester. Es ist ein Ester der hypothetischen Orthoameisensäure HC(OH)3.

## Gewinnung und Darstellung
Außer durch Veresterung von Ameisensäure kann Orthoameisensäuretriethylester durch Reaktion von Natriumethanolat und Chloroform gewonnen werden:

## Eigenschaften
Orthoameisensäuretriethylester ist eine entzündliche, feuchtigkeitsempfindliche, farblose Flüssigkeit mit aromatischem Geruch.

## Verwendung
Orthoameisensäuretriethylester ist Teil der Bodroux-Chichibabin-Aldehyd-Synthese, zum Beispiel:

## Sicherheitshinweise
Orthoameisensäuretriethylester bildet leicht entzündliche Dampf-Luft-Gemische. Die Verbindung hat einen Flammpunkt bei 34 °C. Der Explosionsbereich liegt zwischen 0,85 Vol.‑% (52 g/m3) als untere Explosionsgrenze (UEG) und 27,2 Vol.‑% (1676 g/m3) als obere Explosionsgrenze (OEG). Die Zündtemperatur beträgt 188 °C. Der Stoff fällt somit in die Temperaturklasse T4.

## Verwandte Verbindungen
- Orthoameisensäuretrimethylester